# جين كيركباتريك
جين دوان كيركباتريك (بالإنجليزية: Jeane Kirkpatrick) (اسمها قبل الزواج جوردان، 19 نوفمبر 1926 – 7 ديسمبر 2006) هي دبلوماسية وعالمة سياسية أمريكية. عرفت بمناهضتها للشيوعية، وكانت ديمقراطية لفترة طويلة من حياتها قبل أن تصبح جمهورية في عام 1985. شغلت منصب مستشار السياسة الخارجية للرئيس رونالد ريغان في حملته عام 1980، أصبحت أول امرأة تعمل في منصب سفير الولايات المتحدة لدى الأمم المتحدة.
عرفت بما عرف باسم «مبدأ كيركباتريك»، التي دعت فيه إلى دعم الأنظمة الاستبدادية في جميع أنحاء العالم إذا سارت بما يتوافق مع أهداف واشنطن. ورأت أنه يمكن توجيه هذه الأنظمة إلى الديمقراطية. وكتبت: «الحكومات الاستبدادية التقليدية أقل قمعية من الأنظمة الاستبدادية الثورية».
خدمت كيركباتريك في مجلس الوزراء ريغان في مجلس الأمن القومي والمجلس الاستشاري للمخابرات الخارجية ومجلس مراجعة سياسة الدفاع، وترأست لجنة وزارة الدفاع حول الحد من المخاطر من نظام القيادة والتحكم النووي. وكتبت عمودا صحفيا بعد أن تركت الخدمة الحكومية في عام 1985، وتخصصت في تحليل أنشطة الأمم المتحدة.

## التعليم
تعلمت في جامعة كولومبيا.

## مناصب وهيئات
تولت مناصب جامعة جورجتاون.

## جوائز
حصلت على جوائز منها وسام الحرية الرئاسي.

## روابط خارجية
- جين كيركباتريك على موقع IMDb (الإنجليزية)
- جين كيركباتريك على موقع الموسوعة البريطانية (الإنجليزية)
- جين كيركباتريك على موقع مونزينجر (الألمانية)
- جين كيركباتريك على موقع إن إن دي بي (الإنجليزية)
- جين كيركباتريك على موقع ديسكوغز (الإنجليزية)